# Meelis Friedenthal
Meelis Friedenthal (* 24. října 1973, Viljandi) je estonský spisovatel, historik a teolog. V roce 2013 se stal za román Včely laureátem ceny Evropské unie za literaturu.

## Život a dílo
Meelis Friedenthal složil v roce 1992 maturitní zkoušku, poté studoval v letech 1992–1996 teologii na univerzitě v Tartu. Svoje studium završil úspěšně doktorátem teologie v roce 2008. Je zaměstnán jako vědecký pracovník v tamější knihovně.

### České překlady zestonštiny
- Včely (orig. 'Mesilased', 2012). Praha: Dybbuk, 2016. 232 S. Překlad: Petra Hebedová[6]